# Товарищество суконной мануфактуры «Иокиш»
Товарищество суконной мануфактуры «Иокиш» — бывшее текстильное предприятие в Москве, основанное в 1830-е годы на территории старинной усадьбы Михалково, выстроенной знаменитым архитектором Баженовым для Петра Ивановича Панина — приближённого Екатерины Великой и героя Русско-турецкой войны.
Одно из самых старинных предприятий лёгкой промышленности в Москве, и крупнейших, передовых текстильных предприятий Российской империи.

## Историческое расположение
Административно усадьба и село Михалково после 1861 года относились к Всехсвятской волости Московского уезда Московской губернии. Современный адрес одного из зданий: Михалковская улица, дом 48.
В период существования фабрики Иокиша, баженовский парадный двор усадьбы Михалково с башнями и воротами полностью сохранился, но главный дом был разобран. Вместо него Иокиш построил себе новый усадебный дом сбоку от прежнего парадного двора (современный адрес: Михалковская улица, дом 42). В настоящее время этот, также старинный и исторически ценный дом пребывает в ветхости.

## История
В 1838 году построена фабрика для Товарищества суконной мануфактуры «Иокиш». Здания мануфактуры построены по заказу купца 1-й московской гильдии, мецената и предпринимателя Вильгельма Ивановича Йокиша. Он также являлся почётным гражданином и выборным Московского Биржевого общества. В 1863 году создана главная часть мануфактуры. В 1883 году на свет вышел «Сборник статистических сведений по Московской губернии», где повествовалось:
Первые фабрики для отделки сукна в Московском уезде были устроены в 30-х годах; между ними находилась существующая и теперь суконная фабрика В.И. Йокиша при с. Михалкове Всесвятской волости, основанная в 1838 г. и доведшая своё производство до весьма значительных размеров.
В 1887 году Василий Йокиш умер. Председателями правления стали дети Йокиша: Василий Васильевич и Александр Васильевич, выборный Московского Биржевого общества, Купеческого общества, депутат ГосДумы. Производили тонкие ткани из шерсти. В 1897 с предприятием сотрудничал архитектор М. Г. Пиотрович, построивший несколько зданий мануфактуры. Он придумал проект сушильного корпуса у Головинских прудов.
Во время Первой мировой войны делали сукно для обмундирования Российской императорской армии. В 1919 году предприятие национализировано и преобразовано в Московскую тонкосуконную фабрику имени Петра Алексеева, названную в честь рабочего-революционера, и проработавшую до 2011 года.
В декабре 2018 года столичные власти объявили о намерении отреставрировать и частично приспособить под социальные нужды здание фабрики.

## Награды
Товарищество суконной мануфактуры «Иокиш» часто награждалось за свою продукцию. В 1843 году и в 1853 году награждено серебряными медалями на московских выставках. В 1861 году и в 1870 году получило золотые медали на санкт-петербургских выставках. В 1872 году награждено золотой медалью «За полезное» на Политехнической московской выставке, также получило почётный отзыв. В 1873 году получило золотую медаль «За трудолюбие» на Всемирной Венской выставке, также получило почётный отзыв. Три раза товарищество получало право на нанесение герба России на флаг предприятия: 1865, 1882 и 1896 годах.